# Gymnopternus lunifer
Gymnopternus lunifer är en tvåvingeart som beskrevs av Friedrich Hermann Loew 1861. Gymnopternus lunifer ingår i släktet Gymnopternus och familjen styltflugor. Inga underarter finns listade i Catalogue of Life.